# 抗セントロメア抗体
抗セントロメア抗体（こうセントロメアこうたい）とは、膠原病で検出されることのある自己抗体のひとつ。

抗核抗体のひとつであり、染色体の中央狭窄部に存在するセントロメア蛋白(centromere protein; CENP)を抗原とする。
1980年に全身性強皮症に検出される自己抗体として報告された。

## 意義
ヒト培養細胞を用いた間接蛍光抗体法で散剤斑紋型(discrete speckled pattern)という形態をしめす。セントロメア蛋白は細胞周期により細胞内局在が変化する。そのため間接蛍光抗体法では独特な形態を示す。